# Theo Vos
Thomas Andreas (Theo) Vos (Groningen, 4 april 1887 – Haarlem, 6 mei 1948) was een Nederlands beeldhouwer.

## Leven en werk
Vos was een zoon van de Groninger timmerman Andreas Jacobus Vos en van Alida Heidelberg. Hij werd opgeleid aan Academie Minerva bij Johan Peddemors en vervolgde zijn studie aan de Académie des Beaux-Arts in Brussel bij Victor Rousseau van 1911 tot 1912. Hij woonde en werkte in de jaren daarna in Parijs, Keulen en Londen en vestigde zich in 1916 weer in Nederland. Hij woonde vervolgens afwisselend in Haarlem, Den Haag en Amsterdam en vanaf 1944 definitief in Haarlem.
Vos maakte onder meer vrouw- en kindfiguren, maskers en dierportretten. In 1924-1925 ontwierp hij voor de Duitse porseleinfabrikant Hutschenreuther beeldjes van een luitspeler en een drietal danseressen, met de danseres Gertrud Leistikow als model. Vos maakte veel bouwbeeldhouwwerk, gevelbeelden en -reliëfs, voor Gerrit Jan Rutgers, Willem Kromhout en andere architecten. Een voorbeeld daarvan is de serie van tien gevelbeelden, 'wereldburgers', en andere gevelelementen die hij in 1929 maakte voor de uitbreiding van het American Hotel.

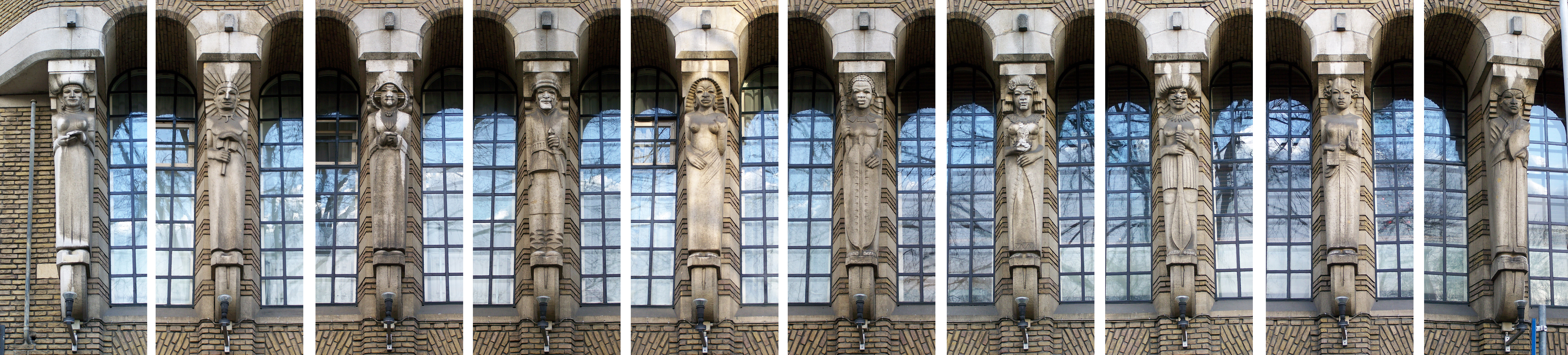
wereldburgers

In 1930 maakten Vos, Frits van Hall,  Johan Polet, Adrianus Remiëns, Jan Trapman en Marinus Vreugde gevelstenen ter verfraaiing van spoorwegviaducten voor een ringspoorbaan in Amsterdam. Mede door de crisis is de ringspoorbaan er niet gekomen. De gevelstenen werden opgeslagen en kregen in 1983 een plaats aan de Nieuwe Hoogstraat. In 1931 was Vos een van de negen beeldhouwers, naast onder anderen Trapman, Vreugde en Willem IJzerdraat, die door de gemeente Amsterdam werden gevraagd een beeldje te maken voor de serie beelden in de Kinderhof aan het Muzenplein in Amsterdam. Hij maakte een meisje met een schelp tegen het oor.
Vos was lid van Arti et Amicitiae, de Nederlandse Kring van Beeldhouwers en De Onafhankelijken. Vos exposeerde meerdere malen met de genoemde verenigingen, maar ook solo en tijdens duo-exposities met Piet van Wijngaerdt in het Stedelijk Museum Amsterdam (1924) en met Gerrit van Houten in de Picturazaal van het Museum van Oudheden in Groningen (1932).
Hij overleed op 61-jarige leeftijd.

## Werken (selectie)
- 1919 gevelsteen met faun voor villa Klatte aan de Cornelis Schuytstraat 65, Amsterdam
- 1923 twee entreefiguren, voorstellende de zomer en winter van het leven, aan de J.J. Viottastraat 29, Amsterdam
- 1924 bouwbeeldhouwwerk herenhuizen Hacquartstraat, Reinier Vinkeleskade, Cornelis Schuytstraat, Amsterdam[8]
- 1926 bouwbeeldhouwwerk, Cornelis Krusemanstraat 4-8, Amsterdam
- 1927-1928 bouwbeeldhouwwerk Carlton Hotel (Amsterdam)
- 1927 bouwbeeldhouwwerk (naakte vrouwenfiguur), villa Lebbink, Apollolaan 166, Amsterdam
- 1927 gevelbeeld Rafaël, hoek Raphaëlstraat/Apollolaan, Amsterdam
- 1928 tien wereldburgers, gevelbeelden voor de uitbreiding van het American Hotel, Amsterdam
- 1930-1931 bronzen danseres en gebeeldhouwde trap voor MS Dempo van de Rotterdamsche Lloyd
- 1930 reliëfs 'verkeer' en 'stationscène' gemaakt als spoorwegviaductversieringen, Nieuwe Hoogstraat 12-16, Amsterdam
- 1930-1913 houtsnijwerk in directiekamer en vergaderzaal van het kantoor van OLVEH in Den Haag
- 1931 meisje met schelp (of slakkenhuis), Muzenhof, Amsterdam
- 1932 gevelbeeld Albrecht Dürerstraat 20, Amsterdam
- 1932 fries (Orpheus) in aula Vossius Gymnasium
- 1932 bouwbeeldhouwwerk aan gevel en bronsreliëfs in ontvangsthal, Heinekenhuis, Rotterdam (het gevelreliëf 'Heinekens Brouwerij' is van W.C. Brouwer)
- 1934 kop van de glazenier Jan Schouten boven de entree van de Van der Vormkapel, verbonden met de Sint-Janskerk (Gouda)
- 1934-1935 deel van het beeldhouwwerk voor het Nationaal Monument voor het Reddingswezen, Den Helder

## Afbeeldingen

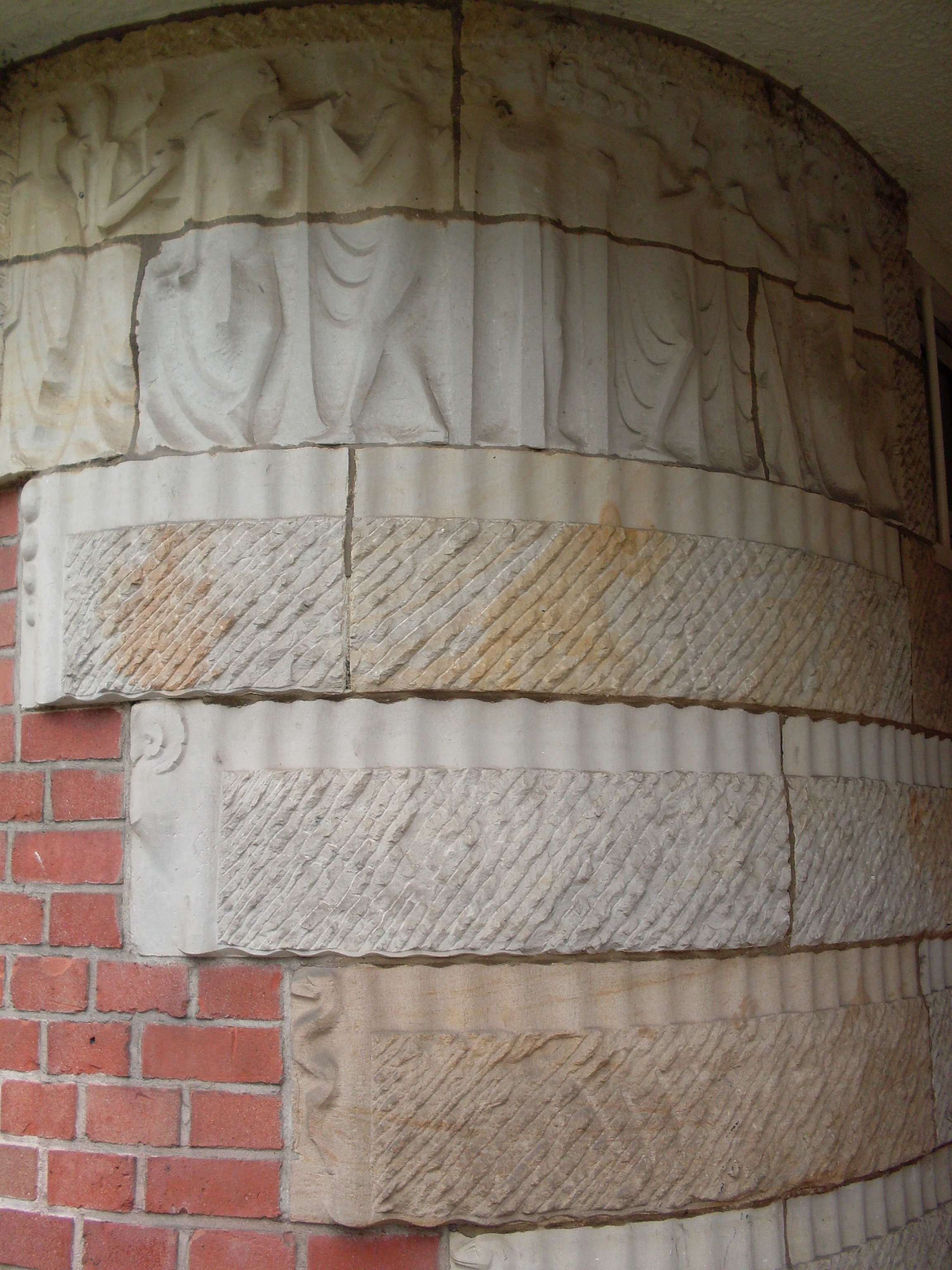
Hacquartstraat_32
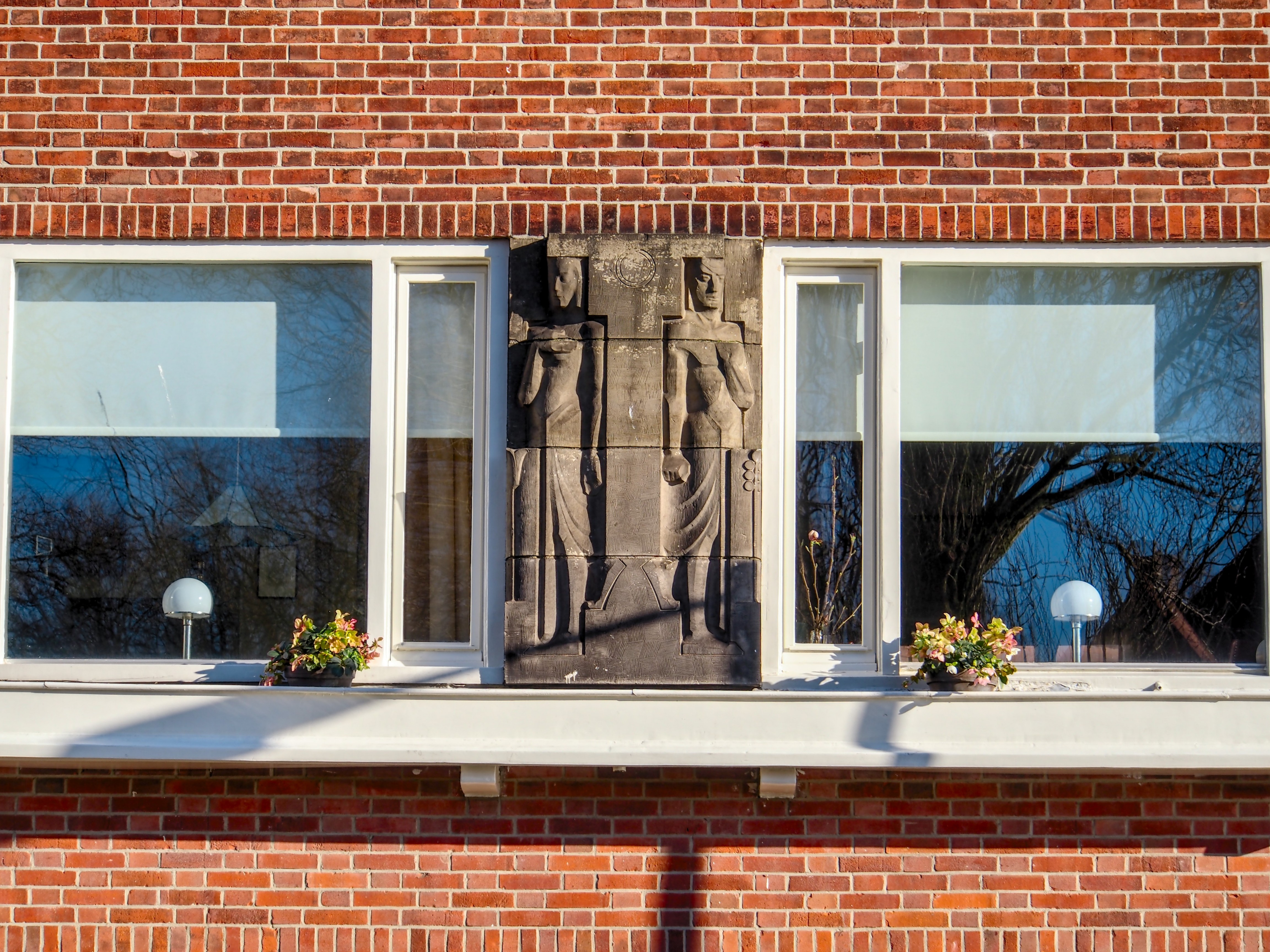
Man en vrouw, Reinier Vinkeleskade
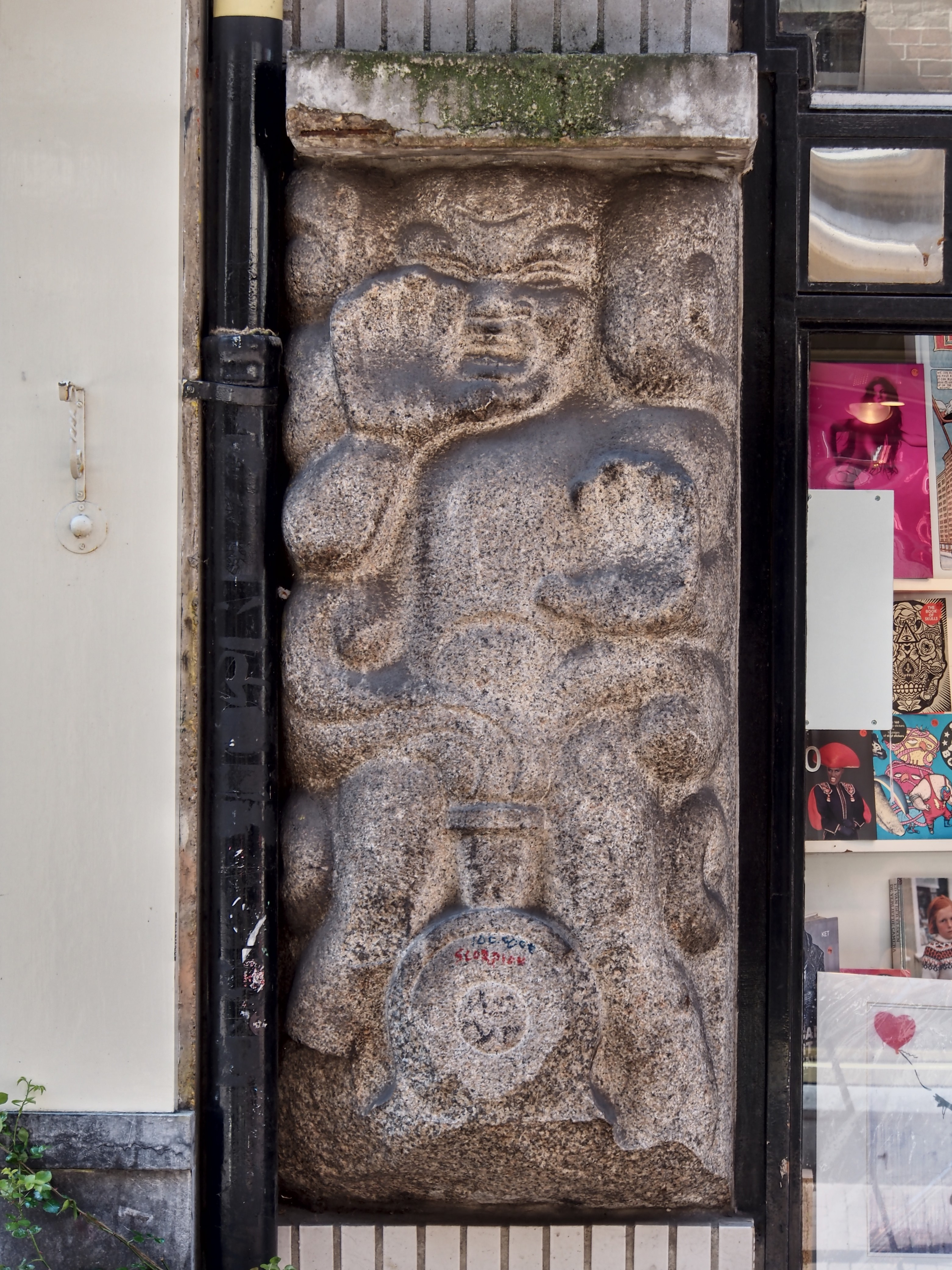
Verkeer
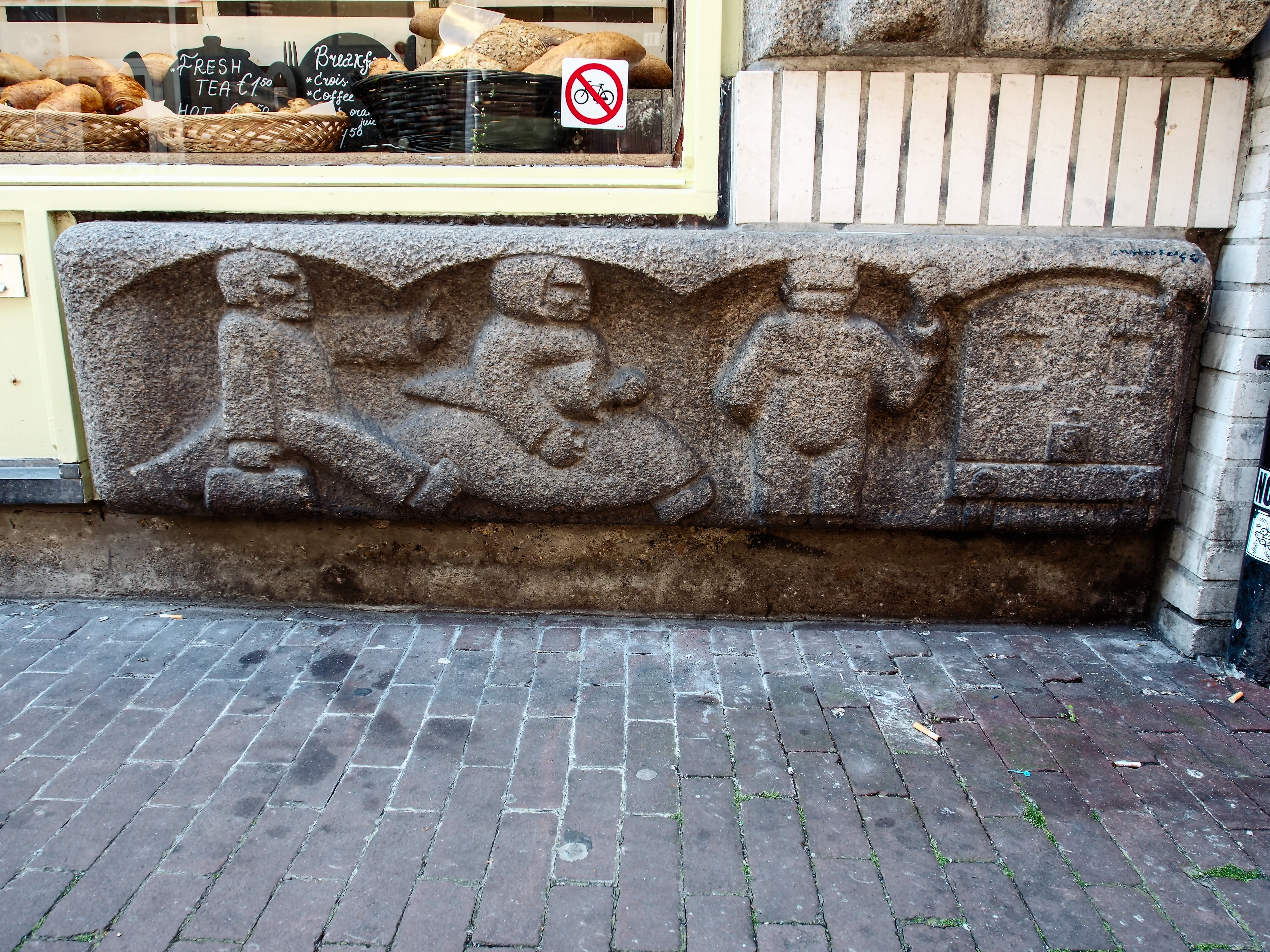
Stationscène

- Biografisch Portaal: 06372584
- RKD-Nederlands Instituut voor Kunstgeschiedenis: 81935